# XUnit
Existen varios frameworks de desarrollo guiado por pruebas que han llegado a conocerse colectivamente como xUnit. Tales frameworks están basados en un diseño de Kent Beck, implementados originalmente para Smalltalk como SUnit, pero están ahora disponibles para muchos lenguajes de programación y plataformas de desarrollo.

## Diseño xUnit
El diseño general de los frameworks xUnit depende de varios componentes.

### Accesorios de prueba
Un accesorio de prueba(test fixture) es un conjunto de precondiciones o estados necesarios para que se ejecute una prueba. También se conoce a esto como contexto de prueba.

### Ejecución de prueba
La ejecución de una prueba de unidad individual sigue de esta manera:
```
setup();
...
/* Cuerpo de la prueba */
...
teardown();

```

Los métodos setup() y teardown() sirven para inicializar y limpiar los accesorios de prueba.